# Nambala Keshava Rao
Nambala Keshava Rao, ps. „Basavaraj” (ur. ok. 1955, zm. 21 maja 2025 w Abujmarh) – indyjski polityk i partyzant, znany z aktywności w ruchu naksalickim. Pochodził z południa kraju. Pierwotnie był sportowcem, wcześnie zaangażował się w działalność polityczną w ramach organizacji maoistowskich. Wstąpił do Komunistycznej Partii Indii (Marksistowsko-Leninowskiej) Wojny Ludowej, od 1992 wchodził w skład kierownictwa tego ugrupowania. Znany z dużych umiejętności taktycznych, dowodził People’s Liberation Guerilla Army. Od 2004 członek Komunistycznej Partii Indii (Maoistowskiej), od 2018 do śmierci był jej sekretarzem generalnym. Zwolennik zbrojnej walki z państwem indyjskim oraz obrońca ludności plemiennej. Znajdował się na liście najbardziej poszukiwanych indyjskich przestępców.

## Życiorys

### Pochodzenie i kontekst społeczny
Dostępne źródła nie przekazują jednoznacznych informacji odnośnie jego daty urodzenia. Część podaje bowiem, iż Nambala Keshava Rao urodził się w 1954. Inne wskazują na 1955, z dokładną już w tym drugim przypadku datą dzienną, 10 lipca. Pochodził z wioski Jiyannapet w dystrykcie Srikakulam w południowoindyjskim stanie Andhra Pradesh. Był jednym z pięciorga dzieci. Urodził się przy tym w relatywnie zamożnej rodzinie, powiązanej dodatkowo z aparatem administracyjnym państwa indyjskiego.
Podstawy edukacji otrzymał w rodzinnej miejscowości. Do szkoły średniej uczęszczał w Talagam, rodzinnej wiosce swego dziadka. Podjął następnie naukę w Tekkali Junior College. Po jego ukończeniu studiował, kształcąc się w zakresie inżynierii w Regional Engineering College w Warangal. Współcześnie placówka ta znana jest jako National Institute of Technology. Do początku XXI wieku szkoły wyższe w tym mieście stanowiły istotne intelektualne zaplecze całego indyjskiego maoizmu. Keshava Rao przewodniczył samorządowi studenckiemu macierzystej uczelni. Wybory na to stanowisko wygrał startując z poparciem maoistowskiej Radical Students Union, powstałej w 1974 organizacji, której był jednym ze współzałożycieli.

### Młodość oraz początki aktywności politycznej
W młodości Nambala Keshava Rao wyczynowo uprawiał kabaddi. Był także reprezentantem rodzinnego stanu w siatkówce. Jego rodzinne okolice są obszarem, na którym zwłaszcza w latach 60. i 70. bardzo aktywne były ugrupowania zaliczane do skrajnej lewicy spektrum politycznego. Spotykały się one z gwałtowną, niekiedy bardzo brutalną reakcją i represjami ze strony władz. Szczególnie wyraźnie na ukształtowanie się światopoglądu Rao wpłynął zbrojny zryw rolników w Srikakulam z lat 1967–1970.
W życie polityczne Rao zaangażował się w czasie studiów, wiążąc się z ruchem naksalickim. Mianem tym określa się zbiorczo szereg indyjskich partii komunistycznych, które za swą ideologię przyjęły dopasowaną do miejscowych warunków wersję maoizmu. Ugrupowania te odwołują się do dziedzictwa powstania chłopskiego w Naxalbari w Bengalu Zachodnim z 1967. W 1980 znalazł się wśród założycieli jednej z takich grup, mianowicie Komunistycznej Partii Indii (Marksistowsko-Leninowskiej) Wojny Ludowej (CPI-ML-PW). Aresztowany tylko raz, właśnie w 1980, podczas starć między afiliowaną przy macierzystej partii organizacją studencką a organizacją studencką hinduskiej prawicy. Spędził w podziemiu przeszło 35 lat.

### Działalność w ruchu naksalickim
Źródła nie przekazują zbyt wielu informacji na temat jego życia i aktywności po ukończeniu studiów. Na początku lat 80. wkroczył, jako pierwszy maoistowski dowódca polowy, do dystryktów East Godavari oraz Vishakhapatnam. Najprawdopodobniej przeszedł szkolenia z zakresu taktyki prowadzenia wojny partyzanckiej przygotowane przez bojowników związanych z Tygrysami Wyzwolenia Tamilskiego Ilamu (LTTE). Po połączeniu CPI-ML-PW z Maoistowskim Komunistycznym Centrum Indii (MCCI) w 2004 członek Komunistycznej Partii Indii (Maoistowskiej) (CPI-M). Działał na kontrolowanych przez maoistów obszarach rodzinnego stanu, jak również w Orisie i Chhattisgarhu. Prawdopodobnie stał za zamordowaniem szeregu polityków indyjskich. Wymienia się wśród nich choćby przedstawicieli południa Indii, zatem macierzystego regionu Rao. Znalazło się wśród zlikwidowanych w ten sposób dwóch byłych posłów stanowych Andhry Pradesh, Kidari Sarveswara Rao i Siveri Soma, którzy stracili życie w 2018. Do osób wyeliminowanych z jego inicjatywy zalicza się też Vidya Charana Shuklę i Mahendrę Karmę (2013). Stał ponadto za nieudanym zamachem na życie premiera stanowego Andhry Pradesh N. Chandrababu Naidu z 2003.
Dowodził partyjnymi siłami zbrojnymi, powstałą w 2000 People’s Liberation Guerilla Army (PLGA). Stał ponadto na czele Centralnej Komisji Wojskowej. Był także jej rzecznikiem prasowym. Ciało to sprawuje nadzór nad wszelkimi aspektami aktywności zbrojnej podejmowanej przez partię. Odnosił na tych stanowiskach znaczące sukcesy. Tak zwane strefy wyzwolone, a zatem tereny pod bezpośrednią kontrolą CPI (M), na których była ona w stanie utworzyć własną, niezależną od państwa administrację, osiągnęły szczyt swej ekspansji w 2009. W związku z tym właśnie premier Manmohan Singh określił naksalitów mianem największego zagrożenia dla bezpieczeństwa wewnętrznego Indii. Szybki wzrost wpływów maoistów pod koniec pierwszej dekady XXI wieku, będący w dużej mierze jego zasługą, zapewnił mu znaczny prestiż wśród partyjnych towarzyszy. Ów właśnie prestiż utorował mu ostatecznie drogę do przejęcia władzy w organizacji. W 2018 zastąpił Muppalę Lakshmana Rao na stanowisku sekretarza generalnego CPI-M. Ruch ten był analizowany jako zmiana generacyjna i jednocześnie próba przejścia do bardziej agresywnej walki partyzanckiej.
Nambala Keshava Rao na przestrzeni dekad zajmował rozmaite stanowiska w partyjnej hierarchii, zarówno jako członek Komunistycznej Partii Indii (Marksistowsko-Leninowskiej) Wojny Ludowej (CPI-ML-PW), jak i Komunistycznej Partii Indii (Maoistowskiej) (CPI-M). W 1992 został włączony w skład Komitetu Centralnego pierwszej z wymienionych formacji. Od 2000 zasiadał również w Biurze Politycznym. Jako członek ścisłego partyjnego kierownictwa zasiadał też w Komitecie Stałym Biura Politycznego. Wchodził poza tym w skład zespołu redakcyjnego Awam-e-Jung, jednego z wydawanych przez partię czasopism.

### Spuścizna i wizerunek publiczny
Nambala Keshava Rao cieszył się dużą popularnością wśród aktywu partyjnego. Państwo indyjskie w jego współczesnej formie uważał za pozostającą na usługach międzynarodowego kapitału farsę, która powinna być zwalczana zbrojnie. Za kluczowe w pokonaniu indyjskiej armii uznaje wykorzystanie jej politycznej słabości. W wywiadzie z 2012 nie wykluczał wybuchu rebelii żołnierskich w szeregach indyjskich sił zbrojnych, przywołując w tym kontekście ruchy rewolucyjne w dawnej Rosji, czy też w Chinach. Kontynuował partyjny zwrot w stronę najuboższych i najbardziej dyskryminowanych warstw społecznych, zwłaszcza ludności plemiennej. Nie zbudował wokół siebie kultu jednostki, co upodabnia jego styl przywództwa do tego przyjętego przez poprzednią generację naksalickich liderów. Zrezygnowanie przezeń z wykorzystania osobistej charyzmy jako narzędzia politycznego może zresztą wynikać właśnie ze znacznej fragmentaryzacji indyjskiego maoizmu, jak i z niewielkiej jedynie rozpoznawalności medialnej samego Nambali Keshavy Rao. Niektóre źródła twierdziły zresztą, iż w obiegu publicznym nie było ani jednego zdjęcia Rao, nawet takiego, które przedstawiało by tylko samą jego twarz. Inne z kolei podawały, iż znana była tylko jedna jego kiepskiej jakości fotografia, wykonana w dodatku w młodości partyzanta. Przez tych, którzy mieli okazję się z nim spotkać, opisywany był jako człowiek wyróżniający się znaczącym wzrostem oraz jasną karnacją. Poza ojczystym językiem telugu posługiwał się także hindi, angielskim oraz gondi.
Rao był znany ze znacznych umiejętności taktycznych i doświadczenia w wykorzystaniu improwizowanych ładunków wybuchowych. Wprowadził do użytku ręczne wyrzutnie rakiet. Nie podniosły one wszakże zdolności bojowych podległych mu oddziałów, były bowiem zawodne i skonstruowane w sposób zapewniający jedynie ich najbardziej podstawowe funkcjonowanie. Nawiązał ponadto rozliczne kontakty z handlarzami bronią. Uznawany był za postać odznaczającą się znaczną brutalnością i bezwzględnością. Używał rozmaitych pseudonimów. W literaturze wymienia się między innymi takie jak Ganganna, Prakash, Vijay, Darapu Narasimha Reddy czy Narasimha. Ze wszystkich używanych przezeń przydomków najbardziej powszechny jest prawdopodobnie Basavaraj. Za informacje pomocne w schwytaniu Nambali Keshavy Rao wyznaczono nagrodę w wysokości miliona rupii. Figurował też na liście najbardziej poszukiwanych opublikowanej przez policję stanu Chhattisgarh w czerwcu 2020, tym razem z nagrodą w wysokości 10 milionów rupii.
Kierowana przezeń partia od 2009 uznawana jest, na mocy Unlawful Activities (Prevention) Act z 1967, za organizację nielegalną. Zakaz działalności obejmuje również wszystkie organizacje powołane przez CPI (M), a także wszystkie struktury afiliowane przy partii. Nambala Keshava Rao znajdował się na liście najbardziej poszukiwanych przestępców indyjskiej National Investigation Agency (NIA). Od 2014 ugrupowanie traci wpływy, stopniowo zmniejsza się też kontrolowane przezeń terytorium. Dzieje się tak zarówno na skutek presji ze strony rządu federalnego, jak i wewnętrznych podziałów w łonie indyjskiego maoizmu.

### Śmierć
Nambala Keshava Rao zginął 21 maja 2025 w gęstych lasach Abujmarh (dystrykt Narayanpur w stanie Chhattisgarh). Są one jednym z mateczników maoistowskiej partyzantki. Zajmują znaczącą powierzchnię, większą od niektórych indyjskich jednostek administracyjnych, w tym od stanu Goa.
Wraz z Rao w walkach z indyjskimi siłami bezpieczeństwa zginęło 26 partyzantów. Jego śmierć wpisywana jest we wzmożone wysiłki skrajnie prawicowego rządu federalnego kierowanego przez Narendrę Modiego na rzecz zmniejszenia wpływów, a docelowo ostatecznego wyeliminowania ruchu naksalickiego z politycznego krajobrazu kraju.

## Życie prywatne
Keshava Rao poślubił Sharadę, kobietę również aktywną w maoistowskich strukturach partyjnych. Jego małżonka popełniła samobójstwo w 2010.